# Jully
Jully é uma comuna francesa na região administrativa de Borgonha-Franco-Condado, no departamento de Yonne. Estende-se por uma área de 19,57 km². Em 2010 a comuna tinha 146 habitantes (densidade: 7,5 hab./km²).